# Isochromodes granula
Isochromodes granula är en fjärilsart som beskrevs av Paul Dognin 1896. Isochromodes granula ingår i släktet Isochromodes och familjen mätare. Inga underarter finns listade i Catalogue of Life.